# WEB Arena
WEB Arena (dawniej Ariena CSKA) – stadion piłkarski w stolicy Rosji Moskwie, na którym swoje mecze rozgrywa drużyna piłkarska CSKA Moskwa. Całkowity koszt zagospodarowania terenu wyceniany był na około 400 mln, w tym koszt samego stadionu na około 300 mln $. W lutym 2017 obiekt zmienił nazwę na WEB Arena.

## Projekt i budowa
Projekt obiektu sportowo-biznesowego wykonany został przez Aleksandra Makarowa i moskiewskie biuro inżynieryjne Mosprojekt-4, a do jego głównych założeń zaliczano budowę stadionu o pojemności około 30 tys. widzów z 126 ekskluzywnymi skyboxami, zagospodarowanie działki o łącznej powierzchni 8,25 ha, budowę parkingu wielokondygnacyjnego dla 1400 samochodów, 9-kondygnacyjny hotel i szkołę sportową CSKA. Dodatkowo w jednym z narożników stadionu mieści się wieżowiec posiadający 38 kondygnacji i mierzący 142 metry wysokości.
Budowa obiektu piłkarskiego rozpoczęła się 9 grudnia 2007 roku i według zapewnień głównego dyrektora klubu piłkarskiego Jewgienija Giniera miała potrwać do końca 2015 roku. Wcześniejsze opóźnienia budowy stadionu z powodu wstrzymywania prac budowlanych m.in.: w 2009 i 2012 roku wynikały z wielokrotnych zmian w studium zagospodarowania, zmianami projektowymi oraz sporami prawnymi dotyczącymi terenów należących do Ministerstwa Obrony Narodowej, jednego z założycieli klubu sportowego. Nowy stadion powstał w miejscu byłego obiektu sportowego CSKA Moskwa wybudowanego w 1961 roku, a wyburzonego na początku 2007 roku. 10 września 2016 stadion został oficjalnie otwarty.